# إميركن (تكوكة)
إميركن هو دُوَّار يقع بجماعة تيڭوڭة، إقليم تارودانت، جهة سوس ماسة في المملكة المغربية. ينتمي الدوّار لمشيخة تكوكة التي تضم 13 دوار. يقدر عدد سكانه بـ 229 نسمة حسب الإحصاء الرسمي للسكان والسكنى لسنة 2004.

## روابط خارجية
- البوابة الوطنية للجماعات الترابية
- المندوبية السامية للتخطيط